# Ólafsdóttir
Ólafsdóttir ist ein isländischer Name.

## Bedeutung
Der Name ist ein Patronym und bedeutet Tochter des Ólafur. Die männliche Entsprechung ist Ólafsson (Sohn des Ólafur).

## Namensträgerinnen
- Alda Björk Ólafsdóttir (* 1966), isländische Popsängerin und Songschreiberin
- Anna Ólafsdóttir (1932–2013), isländische Schwimmerin
- Anna Mjöll Ólafsdóttir (* 1970), isländische Jazzsängerin, siehe Anna Mjöll
- Ása Ólafsdóttir (* 1970), isländische Richterin und Hochschullehrerin
- Auður Ava Ólafsdóttir (* 1958), isländische Schriftstellerin
- Berglind Ólafsdóttir (* 1977), isländisches Model
- Björt Ólafsdóttir (* 1983), isländische Politikerin
- Kolbrún Ólafsdóttir (1933–1960), isländische Schwimmerin
- Margrét Rannveig Ólafsdóttir (* 1976), isländische Fußballspielerin
- María Ólafsdóttir (* 1993), isländische Sängerin, Musikerin und Schauspielerin
- Sigrún Ólafsdóttir (* 1963), isländische bildende Künstlerin
- Vivian Ólafsdóttir (* 1984), isländische Schauspielerin